# FC Andorra
Az FC Andorra az Andorrában található Andorra la Vella városának labdarúgóklubja. Az 1942-ben alapított csapat jelenleg a spanyol másodosztályban játszik, miután 2019-ben megnyerte a katalán bajnokságot, majd megvásárolta a Reus Deportiu FC által a harmadosztályban való indulás jogát, így gyakorlatilag két osztályt lépett előre.
2018 végén a Gerard Piqué által alapított Kosmos nevű társaság megvette a klubot.

## Történelem
Az FC Andorra az ország legnagyobb labdarúgóklubja. 1942. október 15-én alapították a Meritxelli Szűzanya kollégiumában és ez volt az első futballklub amelyet Andorrában létrehoztak. A klub csatlakozott a Katalán Labdarúgó-szövetséghez valamint a Spanyol Ligához. A csapat sokáig a regionális kategóriákban játszott, majd 1981-ben a spanyol harmadosztályba jutott, ahol - egy szezon kivételével - 17 évig szerepelt.
A csapat legnagyobb sikere az 1994-ben elért katalán Kupa-győzelem. Az andorrai csapat az elődöntőben 2-1-es összesítéssel legyőzte az FC Barcelonát majd a döntőben büntetőkkel megverte az RCD Espanyolt is. Az 1997–98-as szezon végén kiesett a spanyol negyedosztályba. A Spanyol Kupában az eddigi legnagyobb sikerét 1995–1996-ban érte el, ahol először legyőzte a Palamós CF-t, majd a Getafét mielőtt a Celta Vigo kiejtette a legjobb 16 közé jutásért.
2018 decemberében vásárolta meg Gerard Piqué Kosmos Holding cégcsoportja, 2019 áprilisában bemutatta főszponzorát, a MoraBancot, amely Andorrában egy referenciabank. Hetekkel később megnyerték a spanyol negyedosztályt. 2019 júliusában a klub 452 022 eurót fizetett az FC Reus Deportiu indulási jogáért és így a spanyol harmadosztályban indulhatott.

## A klub sikerei
- Katalán Kupa
  - győztes (1): 1993–94

## Szezonok
| Szezon  | Osztály | Bajnokság                 | Helyezés | Spanyol kupa |
| ------- | ------- | ------------------------- | -------- | ------------ |
| 1966/67 | 4       | Katalán 1.                | 3.hely   |              |
| 1967/68 | 4       | Katalán 1.                | 5.hely   |              |
| 1968/69 | 4       | Katalán 1.                | 4.hely   |              |
| 1969/70 | 4       | Katalán 1.                | 20.hely  |              |
| 1970/71 | 5       | Katalán 2.                | 1.hely   |              |
| 1971/72 | 4       | Katalán 1.                | 4.hely   |              |
| 1972/73 | 4       | Katalán 1.                | 11.hely  |              |
| 1973/74 | 4       | Katalán 1.                | 15.hely  |              |
| 1974/75 | 4       | Katalán 1.                | 7.hely   |              |
| 1975/76 | 4       | Katalán 1.                | 9.hely   |              |
| 1976/77 | 4       | Katalán 1.                | 9.hely   |              |
| 1977/78 | 4       | spanyol 4.osztály         | 4.hely   | 1.forduló    |
| 1978/79 | 4       | spanyol 4.osztály         | 5.hely   | 2.forduló    |
| 1979/80 | 4       | spanyol 4.osztály         | 1.hely   | 1.forduló    |
| 1980/81 | 3       | spanyol 3.osztály B.csop. | 11.hely  | 3.forduló    |
| 1981/82 | 3       | spanyol 3.osztály B.csop. | 8.hely   |              |
| 1982/83 | 3       | spanyol 3.osztály B.csop. | 8.hely   | 1.forduló    |
| 1983/84 | 3       | spanyol 3.osztály B.csop. | 10.hely  | 2.forduló    |
| 1984/85 | 3       | spanyol 3.osztály B.csop. | 9.hely   | 2.forduló    |
| 1985/86 | 3       | spanyol 3.osztály B.csop. | 15.hely  | 1.forduló    |
| 1986/87 | 4       | spanyol 4.osztály         | 8.hely   |              |
| 1987/88 | 3       | spanyol 3.osztály B.csop. | 13.hely  |              |
| 1988/89 | 3       | spanyol 3.osztály B.csop. | 2.hely   |              |
| 1989/90 | 3       | spanyol 3.osztály B.csop. | 4.hely   |              |
| 1990/91 | 3       | spanyol 3.osztály B.csop. | 8.hely   | 4.forduló    |

| Szezon  | Osztály | Bajnokság                 | Helyezés | Spanyol kupa |
| ------- | ------- | ------------------------- | -------- | ------------ |
| 1991/92 | 3       | spanyol 3.osztály B.csop. | 6.hely   |              |
| 1992/93 | 3       | spanyol 3.osztály B.csop. | 10.hely  | 2.forduló    |
| 1993/94 | 3       | spanyol 3.osztály B.csop. | 14.hely  | 2.forduló    |
| 1994/95 | 3       | spanyol 3.osztály B.csop. | 7.hely   |              |
| 1995/96 | 3       | spanyol 3.osztály B.csop. | 9.hely   | 3.forduló    |
| 1996/97 | 3       | spanyol 3.osztály B.csop. | 6.hely   |              |
| 1997/98 | 3       | spanyol 3.osztály B.csop. | 20.hely  |              |
| 1998/99 | 4       | spanyol 4.osztály         | 17.hely  |              |
| 1999/00 | 5       | Katalán 1.                | 18.hely  |              |
| 2000/01 | 5       | Katalán 1.                | 3.hely   |              |
| 2001/02 | 4       | spanyol 4.osztály         | 20.hely  |              |
| 2002/03 | 5       | Katalán 1.                | 19.hely  |              |
| 2003/04 | 6       | Katalán 2.                | 18.hely  |              |
| 2004/05 | 7       | Katalán 3.                | 8.hely   |              |
| 2005/06 | 7       | Katalán 3.                | 2.hely   |              |
| 2006/07 | 7       | Katalán 3.                | 12.hely  |              |
| 2007/08 | 7       | Katalán 3.                | 8.hely   |              |
| 2008/09 | 7       | Katalán 3.                | 5.hely   |              |
| 2009/10 | 7       | Katalán 3.                | 5.hely   |              |
| 2010/11 | 7       | Katalán 3.                | 2.hely   |              |
| 2011/12 | 6       | Katalán 2.                | 2.hely   |              |
| 2012/13 | 5       | Katalán 1.                | 8.hely   |              |
| 2013/14 | 5       | Katalán 1.                | 16.hely  |              |
| 2014/15 | 6       | Katalán 2.                | 1.hely   |              |
| 2015/16 | 5       | Katalán 1.                | 8.hely   |              |
| 2016/17 | 5       | Katalán 1.                | 3.hely   |              |
| 2017/18 | 5       | Katalán 1.                | 9.hely   |              |
| 2018/19 | 5       | Katalán 1.                | 1.hely   |              |
| 2019/20 | 3       | spanyol 3.osztály B.csop. | 9.hely   | 1.forduló    |

## Jelenlegi játékoskeret
2020. szeptember 11-i állapot
| #  |     | Poszt | Név             |
| -- | --- | ----- | --------------- |
| 1  | ARG | K     | Nico Ratti      |
| 3  | ESP | V     | Borja Herrera   |
| 5  | ESP | V     | Adrià Vilanova  |
| 6  | ESP | KP    | Raimon Marchán  |
| 7  | ESP | KP    | Iker Goujón     |
| 8  | ESP | KP    | Martí Riverola  |
| 10 | ESP | CS    | Carlos Martínez |
| 11 | ESP | CS    | David Ballarín  |
| 13 | ESP | K     | Miguel Bañuz    |
| 14 | ESP | CS    | Sergi Serrano   |
| 15 | ESP | V     | Miguel Loureiro |

| #  |     | Poszt | Név              |
| -- | --- | ----- | ---------------- |
| 16 | FRA | V     | Mickaël Gaffoor  |
| 17 | ESP | CS    | David Martín     |
| 18 | ESP | CS    | Víctor Casadesús |
| 19 | ESP | CS    | Pau Martínez     |
| 20 | ESP | V     | Martí Vilà       |
| 21 | ESP | KP    | Rubén Bover      |
| 23 | ESP | V     | Álex Pastor      |
| 24 | ESP | KP    | Marc Aguado      |
| 25 | PAR | K     | Diego Huesca     |
| 27 | ESP | KP    | Adri Lledó       |
| —  | ESP | KP    | Marc Pedraza     |